# 鐘ケ坂トンネル

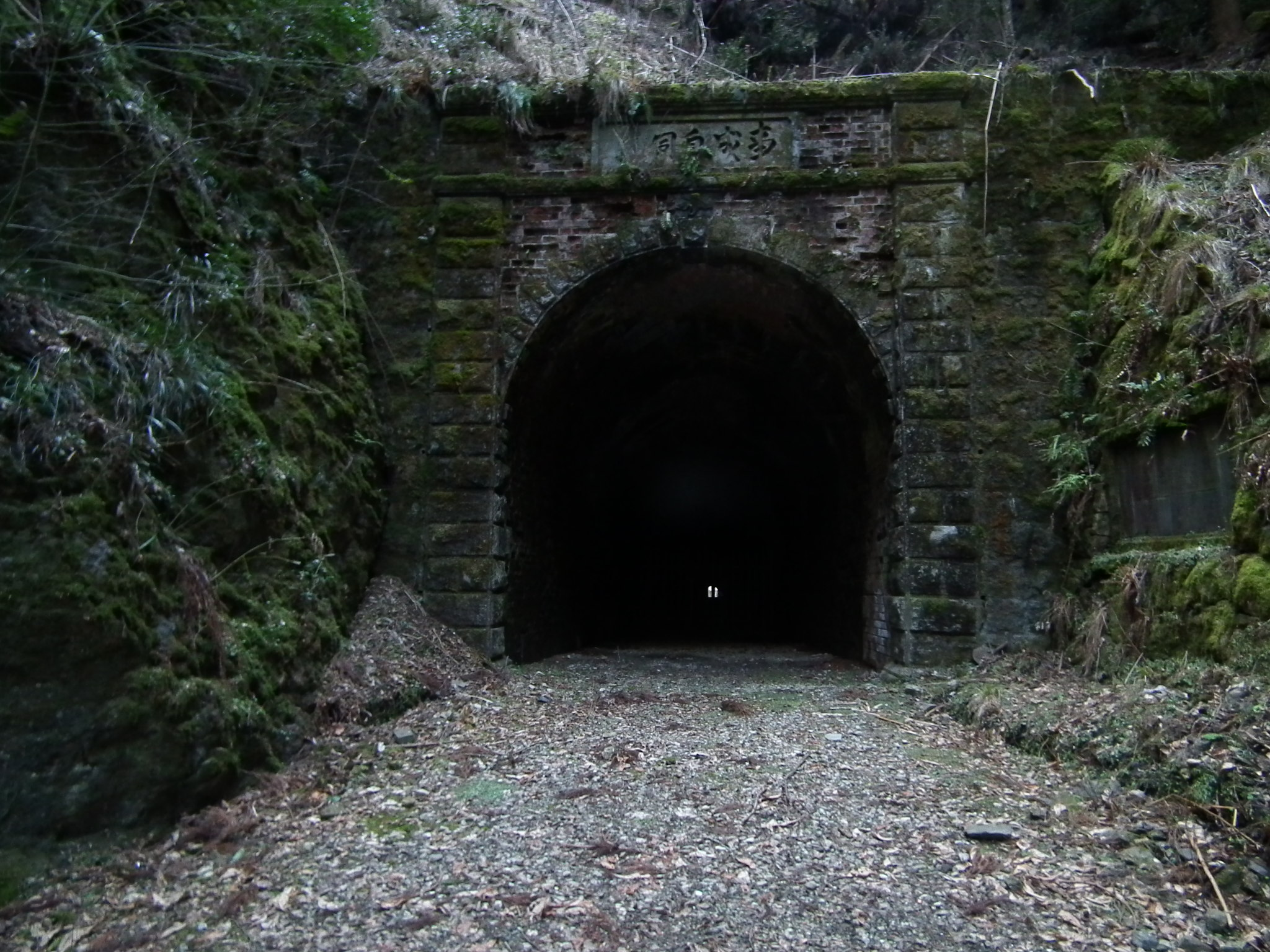
レンガ積みの明治トンネル（1883年完成、全長268m）丹波篠山市側

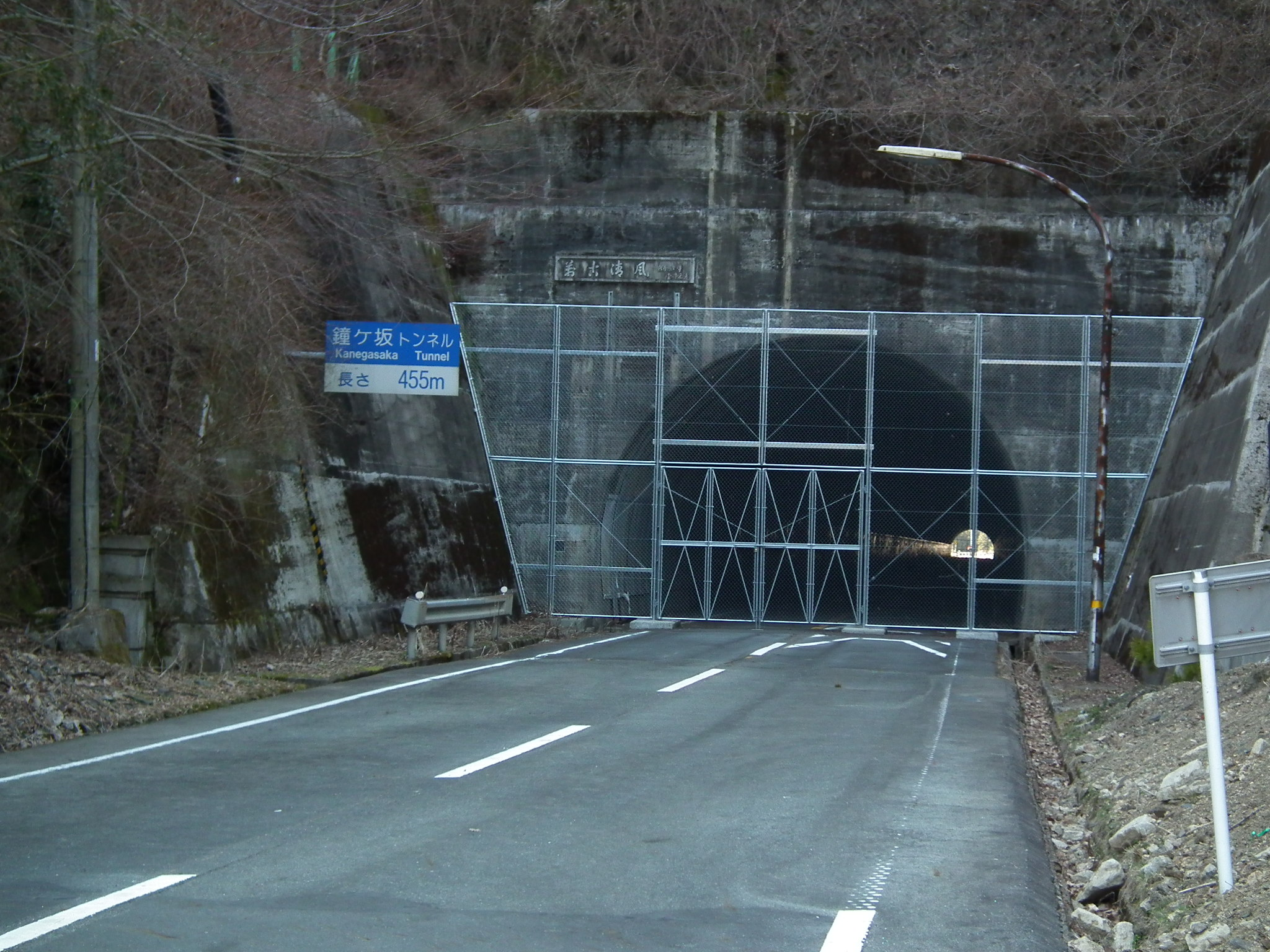
昭和トンネル（1967年完成、全長455m）丹波篠山市側

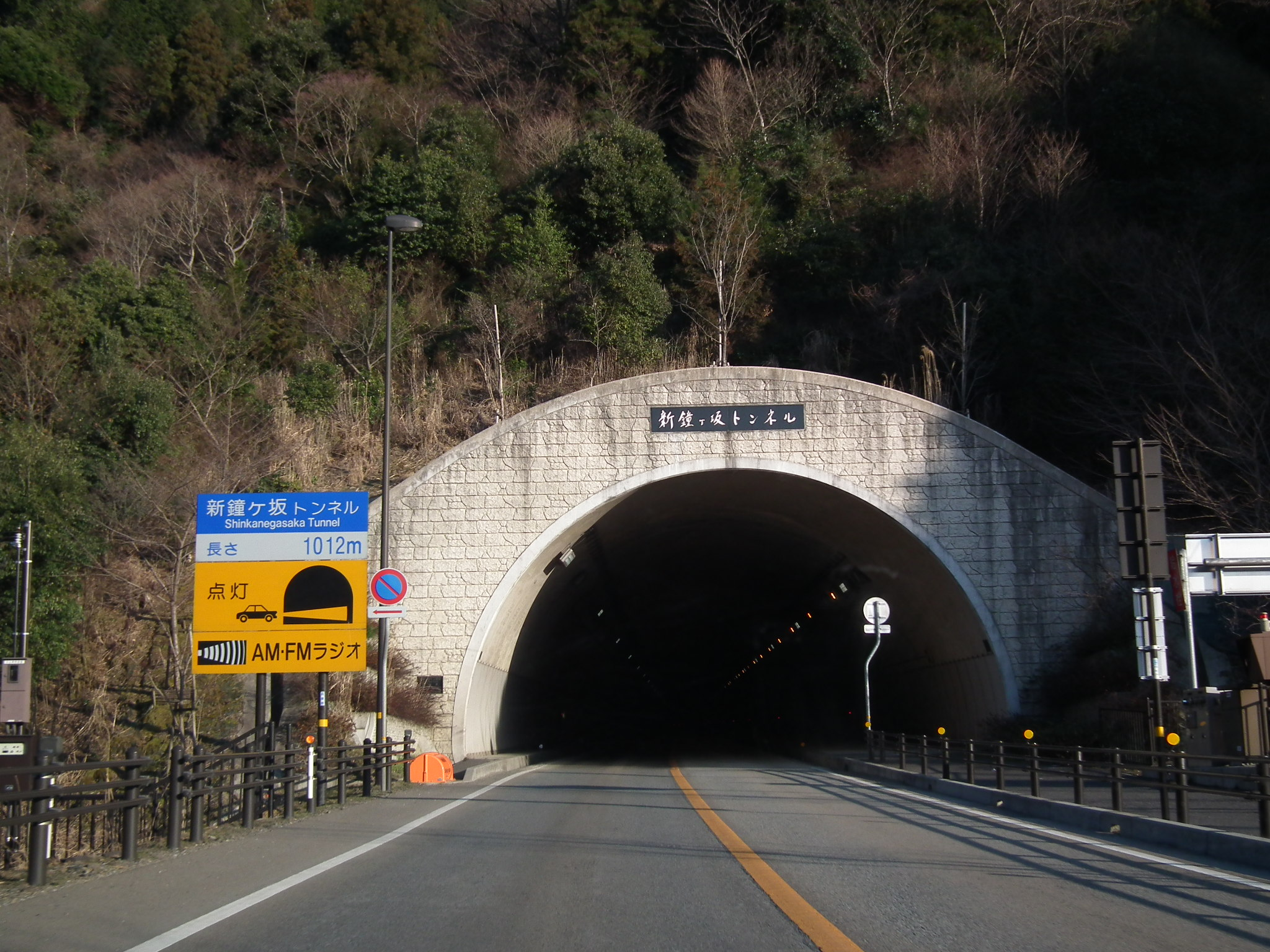
平成トンネル（2005年完成、1012m） 丹波市側

鐘ケ坂トンネル（かねがさかトンネル）は、国道176号の兵庫県丹波市と丹波篠山市の市境に建設されているトンネル。
両市境の鐘ケ坂峠に設置されているが、明治、昭和、平成にそれぞれ新たなトンネルが建設され、同一の峠に別途3つのトンネルが設置されるという、全国的にも珍しい箇所となっている。

## 鐘ヶ坂隧道
通称「明治トンネル」。京都北部 - 阪神間を結ぶ道路整備の一環として、古来より凍結、落石など交通の難所であった鐘ケ坂峠の通行を容易にするために設置された。
1879年、当時の多紀郡長であった園田多祐、氷上郡長であった田艇吉らが発起人となり、兵庫県に建設請願書を提出、翌1880年12月に工事許可が下りた。延べ6万3000人が工事に関わり、2年10か月の工事を経て1883年に完成した。全長268 m、幅員4.5 m。総工費は当時の4万円で、使用されたレンガは約28万枚。レンガ積み工法のトンネルとしては日本最古で、現存する道路トンネルとしても日本で5番目の古さである。丹波篠山市側の坑口には有栖川宮熾仁親王の揮毫による『事成自同』、丹波市側には太政大臣三条実美の揮毫による『鑿山化居』と記された石造扁額がそれぞれ掲げられている。1883年10月に当時農商務省の大臣だった西郷従道も出席して開通式が行なわれた。
開通を記念して植樹された桜は隧道廃止後も「丹波吉野」として観光名所になっている。
開通後、高度経済成長期まで使用されたが、モータリゼーションの発達に伴い自動車の通行に不便なこのトンネルに代わり1967年、昭和トンネルが開通したため閉鎖され、通じる道路も放置されていた。しかし、文化財的価値が見直されて周辺の整備が進み、近くの鐘ヶ坂公園で毎年行われる桜祭りやもみじ祭りなどのイベントの際に開放されている。
2010年に「日本最古のレンガ積み道路トンネル」として、土木学会選奨土木遺産に選ばれる。

## 鐘ケ坂トンネル
通称『昭和トンネル』。高度経済成長に伴い自動車時代を迎え、幅員が3mあまりで自動車が対面通行できない明治トンネルに代わり、自動車の通行に適した新たなトンネルを設置する必要が生じた。1965年着工、1967年完成。全長455m、幅員7.5m。総工費2億4千万円。
しかし開通後も峠との標高差が大きい丹波市側の道路は依然としてヘアピンカーブの多い峠道であり、交通量の増加に伴い事故も増加、また、落石や冬季の凍結などによる交通規制も多く、相変わらず交通の難所であったため、新たなトンネルの設置が必要となった。平成トンネルの設置後も旧道として残り、しばらくは通行可能であったが、新トンネルの完成に伴い交通量が激減したことや、周辺にゴミの不法投棄が目立つようになったことから、2008年12月24日をもって閉鎖となった。今後は明治トンネル同様、イベント時のみの開放が検討されている。

## 新鐘ケ坂トンネル
通称『平成トンネル』。相変わらず交通の難所であった昭和トンネルに代わるトンネルとして国道176号のバイパス工事の一環として2001年着工、2005年完成。バイパス部分は全長2650mで、うち新トンネルの延長は1012m。事業費は約78億円。
　
- 道路概要
  - 最高速度 50km/h以下（バイパス・トンネル内全線）
  - トンネル内車線変更禁止（ただし丹波市側バイパス登りのみ登坂車線がある）

## ラジオ再送信設備
なお新鐘ヶ坂トンネルのみ再送信が行われている。
- AM局
  - ラジオ関西558kHz
  - NHKラジオ第1放送　666kHz
  - NHKラジオ第2放送　828kHz
  - 朝日放送ラジオ　1008kHz
  - MBSラジオ　1179kHz
  - ラジオ大阪  1314kHz
- FM局
  - NHK-FM　神戸局　86.5MHz
  - Kiss-FM KOBE　神戸局　89.9MHz

トンネルを抜けたとき（トンネル内にて）Kiss-FM及びNHK-FMについては周波数変更が必要である。

## ギャラリー

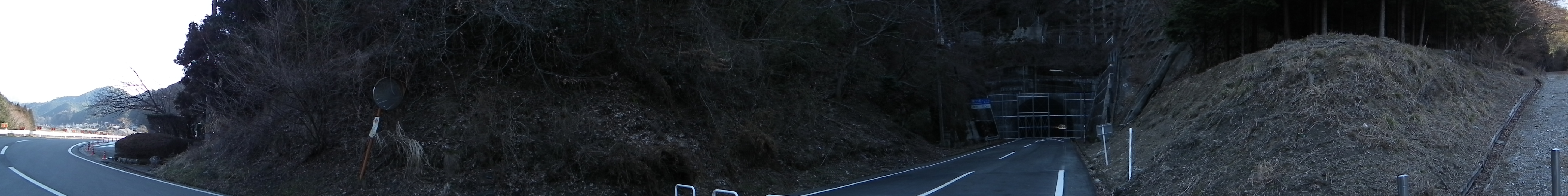
国道176号旧道（左）、昭和トンネル（中央）、明治トンネルへ至る道（右）

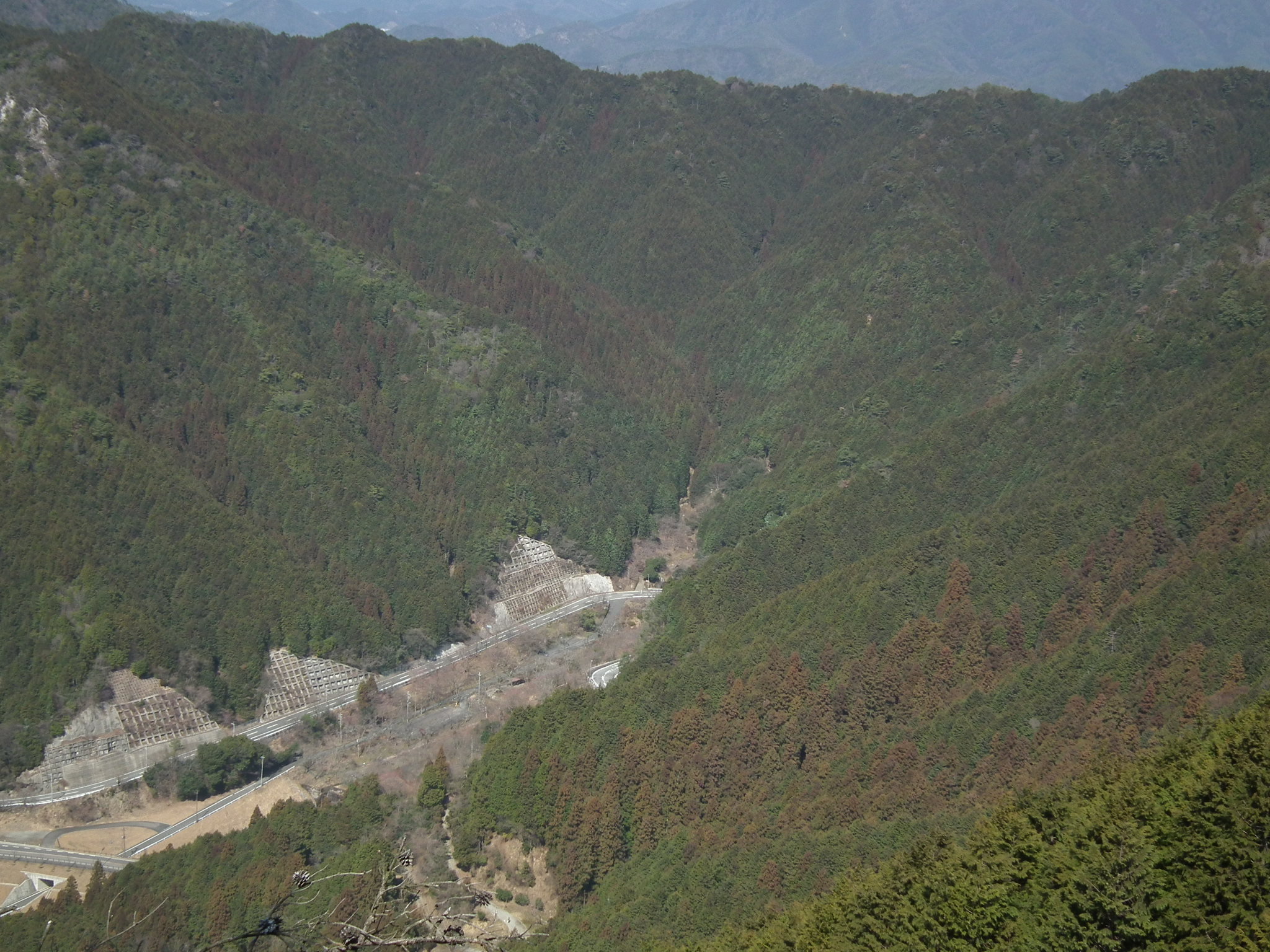
国道176号鐘ケ坂峠
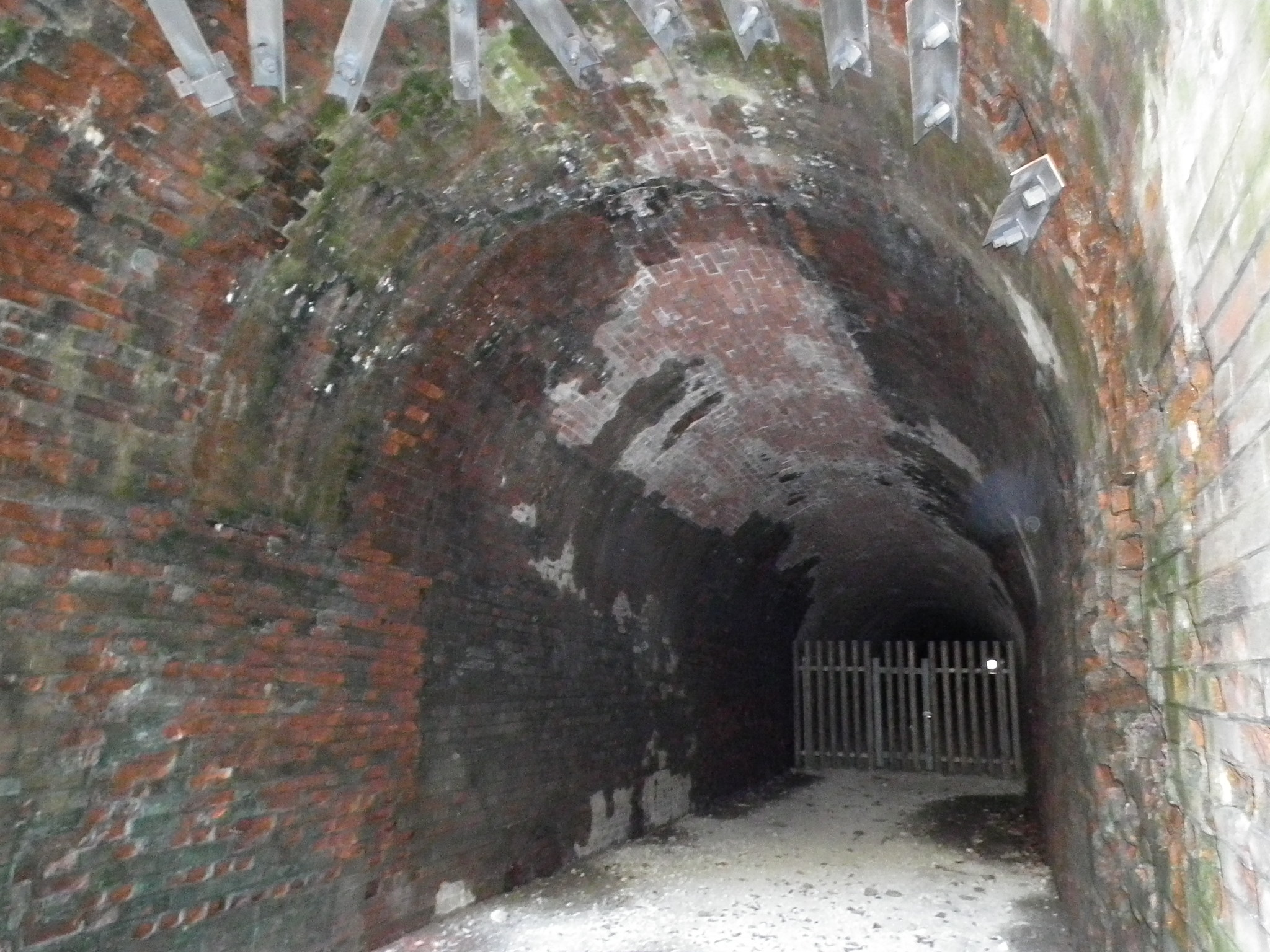
レンガ積みの明治トンネル内部
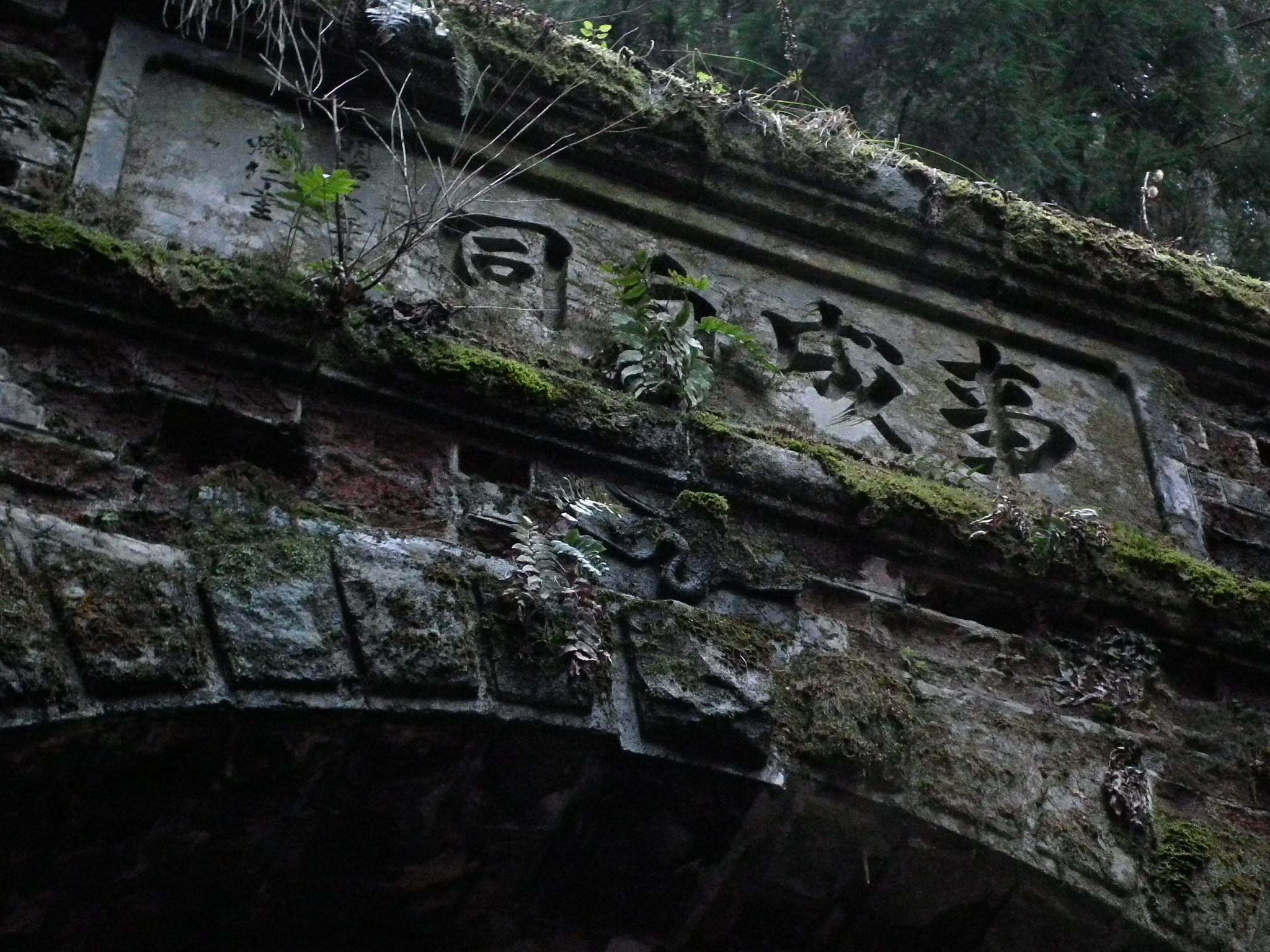
明治トンネル篠山側入り口に彫られた有栖川宮熾仁親王揮毫『事成自同』
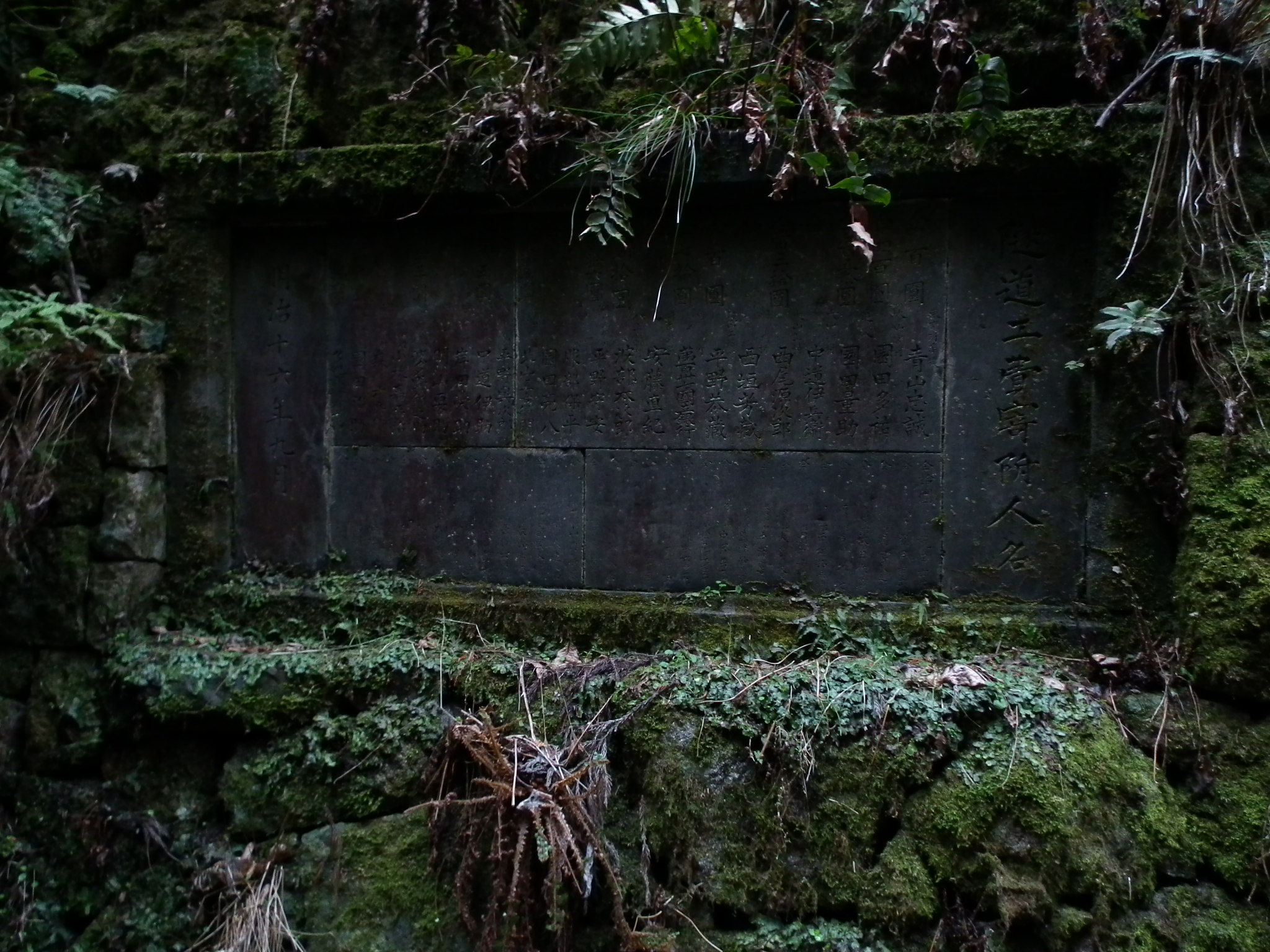
明治隧道工事寄附人名